# Zevenbergen
Zevenbergen è una località dei Paesi Bassi, nella provincia del Brabante Settentrionale, ricompresa nel territorio del comune di Moerdijk.
Si estende su una superficie di 49 km² e nel 2009 contava 14.750 abitanti.

## Storia
Scavi archeologici effettuati negli anni sessanta hanno provato che il sito è popolato fin dall'età del bronzo.
Dalla metà del XIX secolo alla fine del XX secolo fu sede di importanti zuccherifici.
Vincent van Gogh vi abitò alcuni anni.
Nel 1997 alla sua municipalità erano stati uniti i comuni di Fijnaart en Heijningen, Klundert, Standdaarbuiten e Willemstad; Zevenbergen costituì un comune indipendente fino al 1998.